# Respirazione cellulare
La respirazione cellulare è un processo di combustione nel quale i nutrienti, ridotti dalla digestione a componenti elementari come zuccheri semplici, amminoacidi e acidi grassi, vengono demoliti in molecole ancora più semplici ottenendo energia disponibile alla cellula sotto forma di ATP. È rappresentata dalla seguente reazione generale: C6H12O6 +6 O2 → 6 H2O + 6 CO2 + 32 ATP (valore effettivo).
Si tratta di un processo esotermico di ossidoriduzione formato da una catena di reazioni in cui i prodotti di un passaggio sono utilizzati come reagenti per il passo successivo e in cui l'ossigeno è utilizzato come accettore di elettroni. Negli organismi superiori l'ossigeno è ottenuto dal processo della respirazione polmonare, che ha  anche la funzione di eliminare l'anidride carbonica prodotta come scarto assieme all'acqua.
Comunemente per respirazione cellulare si intende la respirazione cellulare aerobica, che avviene in presenza di ossigeno. Esiste poi una respirazione cellulare anaerobica, la cui forma più importante, comune a procarioti ed eucarioti, è la via metabolica antichissima della glicolisi.

## Il ruolo dell'ATP
L'ATP è la molecola con cui viene temporaneamente immagazzinata l'energia ottenuta dalla respirazione cellulare. Può essere considerata la "moneta energetica di scambio" dell'organismo, per la sua posizione intermedia tra i composti donatori/accettori di gruppi fosfato. La reazione ADP→ATP e la reazione opposta ATP→ADP avvengono continuamente nei diversi ambienti cellulari; la seconda libera 30 kJ per mole. Per lo più l'ATP, altamente instabile, agisce da coenzima cedendo un gruppo fosfato.

## I mitocondri
Organulo fondamentale, sede di buona parte del processo è il mitocondrio. Tra le sue diverse funzioni, la più importante è infatti la produzione di energia, ottenuta a partire dai coenzimi prodotti dalla glicolisi e dal ciclo di Krebs. La creazione di un gradiente protonico permette la fosforilazione ossidativa tramite l'ATP sintasi.
I tipi di substrato che permettono la maggior resa energetica sono gli acidi grassi, che attraverso vie come la beta ossidazione, in gran parte sempre nei mitocondri, vengono trasformati in molecole di acetil-coenzima A che entra nella fase successiva comune del ciclo di Krebs. Il substrato fondamentale della respirazione cellulare resta comunque il glucosio, che in alcuni tessuti, come quello nervoso, è l'unico substrato energetico utilizzabile (tessuti glucosio-dipendenti).

## Fasi della respirazione cellulare

### La glicolisi
Si tratta di una via metabolica citoplasmatica che vede la riduzione di NAD+ a NADH (coenzima che funge da trasportatore di elettroni) e la produzione di piruvato e ATP, partendo da una molecola di glucosio, secondo l'equazione:
C6H12O6 + 2 ATP + 4 ADP + 4 Pi + 2 NAD+ → 2 piruvato + 4 ATP + 2 H2O + 2 H+ + 2 NADH(CO) + 2 ADP + 2 Pii
Come si nota, vengono usate 2 molecole di ATP (nella prima fase) e prodotte 4 molecole di ATP (nella seconda fase).
Il coenzima NAD+ viene ridotto formando NADH + H+, il tutto moltiplicato per due.
Il glucosio (composto a 6 atomi di C) viene diviso in due molecole di acido piruvico (da 3 atomi di C ciascuna).

Bicarbonato di sodio

Negli organismi anaerobici, quali i lieviti fermentanti, la glicolisi è la sola via metabolica per produrre ATP. Negli organismi superiori può diventare temporaneamente la sorgente più importante di energia in tessuti in grado di funzionare in condizioni di anaerobia, come quello muscolare. Il rendimento ottenuto è basso e il piruvato viene smaltito trasformandolo in altri composti, come l'etanolo nella fermentazione alcolica o il lattato, senza ulteriori guadagni energetici. Tramite reazioni che richiedono l'apporto di energia può anche venire ritrasformato in glucosio (gluconeogenesi) o utilizzato dall'alanina transaminasi per produrre alanina.

### Decarbossilazione ossidativa del piruvato
È un passaggio intermedio nel quale la molecola di piruvato, a 3 atomi di carbonio, viene trasportata all'interno del mitocondrio, utilizzando un trasportatore specifico, il carrier del piruvato, una proteina integrale della membrana mitocondriale interna. Questo passaggio avviene tramite scambiatori antiporto Piruvato/OH- o piruvato/H+, senza consumo di energia.  Grazie alla piruvato deidrogenasi viene decarbossilato, trasformato in "gruppo acetile" (molecola con soli 2 atomi di carbonio), e legato al co-enzima A (CoA) a formare l'acetil-coenzima A, punto d'ingresso nel ciclo di Krebs. Questa reazione rilascia come scarto CO2 e produce NADH.

### Ciclo di Krebs
Nel ciclo di Krebs (detto anche "ciclo dell'acido citrico" o "degli acidi tricarbossilici") l'acetil-CoA subisce una serie di reazioni di ossidazione fino alla formazione di molecole di CO2 ed alla riduzione dei composti NAD+/p e FAD rispettivamente in NADH + H+ e FADH2. Tale processo di fondamentale importanza, che oltre a produrre energia fornisce anche composti intermedi importanti per l'anabolismo, avviene all'interno dei mitocondri negli eucarioti e nel citosol nei procarioti.
Il nome stesso chiarisce la natura ciclica di questa catena di reazioni: il prodotto del primo passaggio, il citrato, viene ottenuto a partire da quello dell'ultima reazione del ciclo, l'ossalacetato.

### Fosforilazione ossidativa

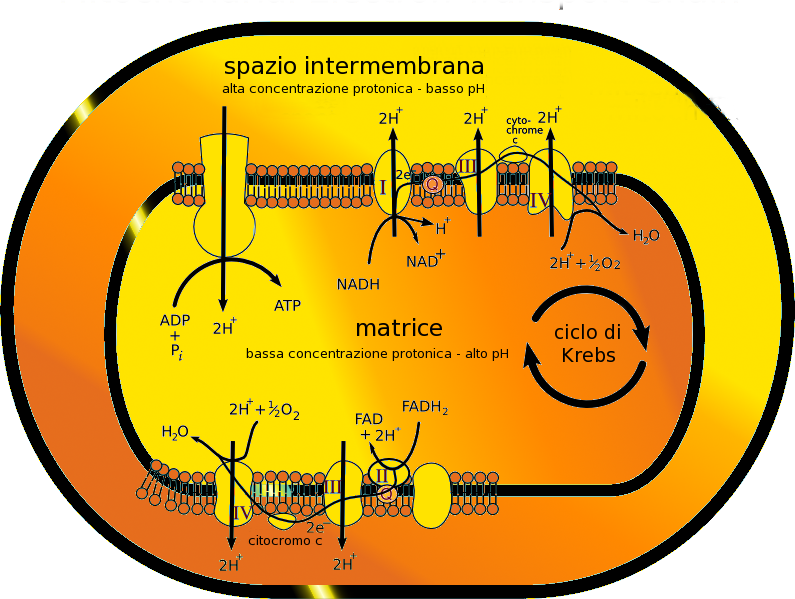
La catena mitocondriale di trasporto degli elettroni.

La fosforilazione ossidativa è l'ultimo passaggio della respirazione cellulare. Avviene sempre grazie a complessi enzimatici intramembrana (citocromi): su quella plasmatica nei procarioti, sulle creste mitocondriali (introflessioni della membrana mitocondriale interna) negli eucarioti.
È composta da due parti: 
- catena di trasporto degli elettroni: gli elettroni trasportati da NADH e FADH2 vengono scambiati dalla catena enzimatica transmembrana, che provvede a sfruttare questo movimento per generare un gradiente protonico transmembrana, riducendo l'ossigeno ad acqua
- sintesi di ATP: tramite fosforilazione di ADP da parte dell'enzima ATP sintasi con catalisi rotazionale che sfrutta il gradiente creato in precedenza.

## Rendimento e produzione di ATP
La tabella seguente descrive le reazioni coinvolte quando una molecola di glucosio è completamente ossidata ad anidride carbonica. Si assume che tutti i coenzimi ridotti vengano ossidati dalla catena di trasporto degli elettroni ed usati nella fosforilazione ossidativa.
| Passo                                     | Guadagno in coenzimi | Guadagno in ATP | Sorgente di ATP                                                                                             |
| ----------------------------------------- | -------------------- | --------------- | --- |
| Glicolisi - fase di investimento          |                      | −2              | La fosforilazione del glucosio e l'ottenimento del fruttosio 6-fosfato utilizzano 2 ATP dal citoplasma.     |
| Glicolisi - fase di rendimento            |                      | 4 o 2           | Fosforilazione a livello del substrato                                                                      |
| Glicolisi - fase di rendimento            | 2 NADH               | 6               | Fosforilazione ossidativa - ciascun NADH produce 3 ATP grazie al trasporto transmembrana                    |
| Decarbossilazione ossidativa del piruvato | 2 NADH               | 6               | Fosforilazione ossidativa                                                                                   |
| Ciclo di Krebs                            |                      | 2               | Fosforilazione a livello del substrato                                                                      |
| Ciclo di Krebs                            | 6 NADH               | 18              | Fosforilazione ossidativa                                                                                   |
| Ciclo di Krebs                            | 2 FADH2              | 4               | Fosforilazione ossidativa                                                                                   |
| Guadagno totale                           | Guadagno totale      | 38              | Dalle ossidazioni complete di una molecola di glucosio ad anidride carbonica e di tutti i coenzimi ridotti. |

A fronte di una produzione teorica totale dell'intera catena di reazioni di 38 molecole di ATP per ciascuna molecola di glucosio ossidata (teoricamente ogni NADH produce 3ATP e ogni FADH2 2ATP), la resa effettiva del processo è di 32 molecole di ATP per molecola di glucosio, in condizioni ottimali (2,5 ATP per ogni NADH e 1,5 ATP per ogni FADH2). Un importante contributo negativo al bilancio finale è dato dal trasporto attivo di piruvato, fosfato e ADP nei mitocondri, che avviene a spese del gradiente protonico elettrochimico transmembrana; in particolare:
- Il piruvato ha un carrier specifico a basso peso molecolare, non ancora del tutto identificato[5]
- Il trasportatore del gruppo fosfato (SLC25A3) si occupa dell'antiporto degli ioni H2PO4-; Pi e OH− o del simporto di ione fosfato e protoni (H+) nella membrana interna. Ciò che guida lo scambio è sempre la forza protonmotrice, energia potenziale derivante dal gradiente elettrochimico.
- L'antiporto di una molecola di ATP dalla matrice mitocondriale allo spazio intermembrana e di una molecola di ADP da esso alla matrice mitocondriale è mediato dalla ATP-ADP traslocasi. L'ATP ha una carica negativa in più dell'ADP, pertanto il trasporto avviene ancora una volta a spese del gradiente di protoni.

Tutti questi processi di trasporto richiedono più di 3 H+ per ogni molecola di ATP prodotta. Inoltre l'impermeabilità della membrana mitocondriale interna ai protoni non è comunque totale. Ci sono anche altri fattori che possono dissipare il gradiente di protoni, ad esempio in alcuni tipi di cellula viene espressa la termogenina, che genera calore a spese del potenziale energetico del gradiente.
Il guadagno netto può anche essere di 30 molecole di ATP perché in alcune cellule il prezzo da pagare per l'accezione degli elettroni e ioni H+ da parte del NADH e FADH2 è di 2 molecole di ATP.